# Tiszafa (növénynemzetség)
A tiszafa (Taxus) a tűlevelűek (Pinopsida) osztályában a fenyőalakúak (Pinales) rendjébe sorolt tiszafafélék (Taxaceae) családjának névadó nemzetsége.
Magyarországon a nemzetséget többnyire az egyszerűen „tiszafának” nevezett közönséges tiszafa (Taxus baccata) képviseli.

## Származása, elterjedése
Elterjedése holarktikus: fajai Európában, a Közel- és Távol-Keleten és néhány kisebb folton Észak-Afrikában, illetve Észak-Amerikában honosak.

## Ismert fajai
A fajok elkülönítése nem teljesen egyértelmű; jelen ismertetőnkben 12 recens és egy kihalt, valamint két hibrid faját különböztetjük meg
Recens fajok:
- közönséges tiszafa (Taxus baccata)
- oregoni tiszafa (Taxus brevifolia)
- Taxus calcicola
- kanadai tiszafa (Taxus canadensis)
- kínai tiszafa (Taxus chinensis)
- himalájai tiszafa (Taxus contorta)
- japán tiszafa (Taxus cuspidata)
- floridai tiszafa (Taxus floridana)
- Taxus florinii
- Taxus globosa
- Taxus mairei
- Taxus wallichiana

Kihalt faj:
† Taxus masonii
Hibrid fajok:
- Taxus × hunnewelliana
- oszloptiszafa (Taxus × media) — a közönséges tiszafa és a japán tiszafa hibridje. A 19/20. század fordulója óta ismert dísznövény.

## Megjelenése, felépítése
Kisebb fa vagy nagyobb cserje.
Tűlevelei fénylő sötétzöldek.
Magját húsos, ehető magköpeny (arillusz) veszi körül.

## Életmódja, termőhelye
Örökzöld. A húsos magköpeny kivételével minden része mérgező.

## Felhasználása
Több faját dísznövénynek ültetik.
Kérgéből nyerik ki a taxol nevű kemoterápiás készítmény alapanyagát, a sejtosztódást gátló paclitaxelt.